# Speed Metal
Speed Metal ist die Bezeichnung einer Unterart des Metal, die Anfang bis Mitte der 1980er Jahre in Kanada und Europa entstand und sich durch ihr hohes Tempo auszeichnet. In den 1980er Jahren wurde der mit diesem verwandte Thrash Metal oft als Speed Metal bezeichnet und nicht zwischen diesen Genres unterschieden.

## Geschichte
Als eine der ersten Hard-Rock-Bands, die sich in ihren Songs dem Genre Speed Metal annäherte, gilt die britische Gruppe Deep Purple mit ihren Anfang der 1970er Jahre veröffentlichten Songs wie Fireball oder Highway Star.
Die Band Motörhead, die ihr gleichnamiges Debütalbum im Jahr 1977 veröffentlichte, gilt ab den späten 1970er Jahren als wichtiger Speed-Metal-Pionier. Zwar distanzierte der Frontmann, Ian „Lemmy“ Kilmister, seine Musik vom Metal und bezeichnete sie als Rock ’n’ Roll, doch trat Motörhead bis zuletzt oft auf Metal-Festivals auf und ihre Musik enthielt viele (Speed-)Metal-Elemente. Lemmy war von Anfang an für viele Metal-Bands Inspiration; er selbst betrachtete allerdings Bands wie Judas Priest und Black Sabbath als den eigentlichen Metal, schnellere Bands wie die der New Wave of British Heavy Metal oder Metallica klangen für ihn mehr nach Punk als nach Metal.
Auch das Lied Exciter von Judas Priests Album Stained Class (1978) wird nachträglich als typisches Beispiel für Speed Metal bezeichnet.
Danach werden oft die Kanadier Exciter genannt. Dazu führten das Lied World War III (aufgenommen im Juni 1981) des Samplers U.S. Metal Vol. II (1982) und ihr 1983er-Album Heavy Metal Maniac, das als eines der ersten Speed-Metal-Alben gilt und überwiegend diesem Stil entsprechende Stücke enthält.
Auch die Kanadier Anvil spielten auf ihren Alben Metal on Metal (1982) und Forged in Fire (1983) Speed-Metal-Stücke ein.
Aus anglophiler Perspektive werden die New-Wave-of-British-Heavy-Metal-Bands Raven, Jaguar, Blitzkrieg und Satan als Erfinder des Speed Metal angesehen.
In den Vereinigten Staaten waren Metallica 1982 mit dem Sampler-Beitrag Hit the Lights auf Metal Massacre Vorreiter. 1983 folgte das Debütalbum Kill ’Em All, das das Stück ebenfalls enthielt und als erstes Speed- beziehungsweise Thrash-Metal-Album gilt.
Weitere frühe US-amerikanische Vertreter (ca. 1983–1985) waren Anthrax, Megadeth, Slayer, Exodus, Agent Steel, Hallows Eve und Overkill.
In Europa gilt Accepts Lied Fast as a Shark (1982) als Pionierleistung.
1983 gab es auf dem Sampler Rock from Hell Speed-Metal-Beiträge der Bands Running Wild (Adrian S.O.S.) und Grave Digger (2000 Lightyears from Home). Es folgten 1984 das Running-Wild-Album Gates to Purgatory und das Grave-Digger-Album Heavy Metal Breakdown mit jeweils mehreren Speed-Metal-Stücken.
Helloween setzten 1984 auf der Split-LP Death Metal (mit Oernst of Life und Metal Invaders) und 1985 mit der EP Helloween sowie dem Album Walls of Jericho weitere Meilensteine dieser Musikrichtung.
Avenger (spätere Rage) veröffentlichten 1985 Prayers of Steel.
Auch lassen sich aus den USA Racer X und The Great Kat zu diesem Genre zählen.
1987 veröffentlichten Cacophony (u. a. Marty Friedman und Jason Becker) ein Speed Metal Symphony betiteltes Album.
Zu erwähnen sind in Deutschland auch die Demos und das 1988er Werk Battalions of Fear von Blind Guardian.
Schnell jedoch veränderte sich die Richtung. Einige Vertreter tendierten mehr zum Thrash Metal, andere entwickelten den Power Metal. Die fließenden Übergänge demonstriert auch ein 1987 erschienener Sampler namens Speed Metal, auf dem sich zahlreiche Bands befinden, die heutzutage als Thrash- und nicht als Speed-Metal-Bands betrachtet werden. Dasselbe gilt auch für einige der in der Zeit von 1984 bis 1986 veröffentlichten Lizenzpressungen des kanadischen Labels Banzai Records, die mit eigens dafür entworfenen Speed-Metal-Logo versehen wurden.

## Stilistische Merkmale
Merkmale sind der häufige Einsatz der Doublebass, zweistimmige Gitarrenläufe, die neben den eigentlichen Gitarrensoli auch immer wieder harmonische Parts spielen, Alternate Picking sowie der markante, hohe Gesang. Speed Metal wird vom wenig später entstandenen Thrash Metal dadurch abgegrenzt, dass im Speed Metal eingängigere Melodien vorherrschen. Besonders melodiösen Speed Metal nennt man daher auch Melodic Speed Metal, der eindeutig mehr dem Power Metal nahesteht und sich teilweise sogar mit diesem überschneidet.